# 대위법

대위법(對位法)은 두 개 이상의 독립적인 선율을 조화롭게 배치하는 작곡 기술이다.
흔히 서양음악사에서 바로크 시대 이후에 한해 쓰이며 그 전 시대 음악을 논할 때는 다성음악(polyphony)이라 부른다. 작곡가 요한 제바스티안 바흐는 대위법의 대가였다. 대위법을 사용하는 작곡 방식으로 가장 고난도 기법은 푸가이며 이외에도 카논, 돌림노래 등이 대위법을 사용한다. 대위법은 교회음악을 중심으로 발달하였으며 적당한 악기가 없던 시대에 단선율만 낼 수 있는 사람의 목소리를 독립적으로 배치하기 위해서 발달하였다. 음악적 특성상 노래를 부르는 사람이 지루하지 않게 하기 위해서 각각의 성부는 독립적인 선율을 노래하게 되었으며, 독립적인 선율을 배치하는 과정에서 화음의 발전에 기여했다.

## 어원
대위법이란 단어는 영어의 Counterpoint, 독일어의 Kontra－punkt, 프랑스어의 Contrepoint 등을 한글로 번역한 것으로서, 모두 라틴어의 Punctus contra punctum이 어원이다. 이 말을 직역하면 '점 대 점'이라는 뜻이지만, 점 즉 음표에서 '음표에 대한 음표', 나아가서 '멜로디에 대한 멜로디'라고 해석하는 것이 보다 정확한 해석이라 하겠다. 즉, 2개 이상의 각 독립한 생명을 가지는 가락이 동시에 어울려 있는 것 같은 음악은 대위법적인 음악이라고 할 수 있다. 이와 같이 대위법이라는 말은 복수(複數)이며 서로 다른 가락을 모아 꾸미는 작곡상의 한 기법임을 의미하며, 한 작품이 대위법적으로 씌어졌을 경우에는 작품의 스타일을 표현하는 데도 쓰인다. 따라서 그레고리오 성가나 무반주로 노래되는 민요와 같이 다만 하나의 가락으로 된 음악, 즉 '단선음악(單旋音樂)'에는 물론 대위법적인 요소는 존재하지 않는다. 그러나 복수인 다른 성부(聲部)로 된 음악에서는 각 성부의 수직(세로)의 관계와 수평(가로)의 관계가 마치 천의 날실과 씨실 같은 관계를 가지면서 음악을 구성한다. 이와 같은 음악의 구성을 영어로는 텍스처(Texture, 織物·組織)라 하며, 한글로는 쓰기(書法)라고 하는데, 천의 씨실에 상당하는 것이 대위법이고, 날실에 상당하는 것이 화성법(和聲法)이다. 따라서 음이 옆으로 흐르는 것이 우위를 차지하는 음악은 폴리포닉(polyphonic, 多聲的)한 음악이며 대위법적 음악이고, 가령 성부의 수는 많을지라도 세로의 관계에 중점이 있는 음악은 호모포닉(homophonic, 화성적)한 음악이라고 불리는 것이 관습이다.

## 대위법의 역사
음악사를 보면 대위법의 역사는 양식상의 특징에 따라 대략 다음 네 시기로 크게 구분된다.
1. 9세기-12세기 말의 전대위법(前對位法)시대
2. 13세기-16세기 말의 선적 대위법(線的對位法)시대
3. 17세기-19세기 말의 화성적 대위법(和聲的對位法)시대
4. 20세기의 선적 대위법(線的對位法)시대

물론 이 구분은 대체적인 것이며, 각 시기의 경계는 서로 얽혀 있다. 일반적으로 예술의 양식상의 변화는 극히 서서히 일어나고, 결정적인 전기(轉機)를 거친 뒤에도 그 이전의 양식적 특징은 잔존해서 차차로 새로운 양식과 바뀌어 결국에 가서는 소멸한다. 이 네 시기의 주된 특징을 간단히 설명하면 다음과 같다.

### 9세기-12세기 말
2개 이상의 성부가 서로 다른 가락을 동시에 노래하거나 켜는 시도가 언제부터 있었는지는 명확하지 않으나, 다성음악(多聲音樂, Polyphony)의 실례가 처음으로 기록에 나오는 것은 9세기 후반 이후부터이다. 9세기 중엽부터 말기까지의 사이에 쓴 것으로 믿어지는 음악이론서 <무지카 엔키리아디스>에는 오르가눔이라 불리는 다성음악의 가장 오래된 형태의 실례가 기록되어 있는데, 이는 오늘날 우리가 아는 한 다성음악에 관한 가장 오래된 보표의 예이다. 오르가눔이라 함은 그레고리오 성가에 1 또는 그 이상의 대성부(對聲部)를 부가한 다성음악이다.

### 13세기-16세기 말
이 시기를 통하여 대위법은 실제면에서도 이론면에서도 차례로 정리되어 양식적 통일을 얻고, 결국은 소위 '팔레스트리나 양식(Palestrina style)'이라 불리는 양식에서 유례가 없는 발전을 하였다. 이 시기의 가장 큰 특징으로서 3화음의 체계가 점차 확립되어 대위법도 그 영향을 크게 받게 된 과정과, 각 성부의 독립성을 크게 보아야 한다. 12-13세기 노트르담 악파의 모테토에서는 3도는 안어울림음정(불협화음정)으로 생각하여 3화음의 형태가 나타나는 일은 아주 희박하였다. 그러나 다음 14세기 알스 노바의 시대에 이르러서는 3도는 어울림음으로 처리되었고, 따라서 3화음도 극히 자주 나타났다. 이와 같은 음감각의 변천은 매우 흥미 깊은 것이어서 사회적 환경, 기후 풍토 등의 조건 여하에 따라서 인간의 감각이 어떻게 변할 수 있는가에 대한 한 실례이다. 대체로 북쪽지방에서는 논리적이며 대위법적 구성에 중점을 두었고, 남쪽지방에서는 세로의 울림에 중점을 둔 화성적 양식을 애용하였음이 일반적 경향으로 인정되는 것을 생각해 보면 흥미깊다. 15-16세기의 이른바 플랑드르 악파, 부르고뉴 악파의 시대를 통하여 대위법적 기법은 점차로 세련되고 3화음 체계가 확립됨에 따라 화성음과 화음 밖의음(비화성음)의 관념도 명료하게 인식되었다. 그 결과 걸림음(괘류음)이나 지남음(경과음) 등과 같은 이른바 화음밖의음이 일으키는 안어울림음정과 그 해결이라는 화성상의 흥미가 울림에 있어서도 표현력을 증가한 가락의 움직임에 있어서도 듣는 사람의 귀를 즐겁게 하였으며, 거기에다 모방의 기법이 대위법적인 흥미마저 곁들여서 만족시키게 되었다. 즉, 성부의 대위법적 독립성과 화음적 융화성이라고 하는 상반되는 두 가지 면이 훌륭한 조화를 지니면서 융합되고 보다 높은 차원으로 지향되어, 대위법의 역사는 이로써 황금기를 맞이한다. 다만 이 3화음 체계는 장·단 두 조(調)의 기능화성과는 전적으로 다른 것이다. 기능화성에서는 화음이 각기 일정한 기능을 가지며, 각 화음은 그 자신의 가치로 독립하여 존재하는 것이 아니라 각개의 기능에 따라 연결된 마침꼴 안에서 비로소 완전한 존재가치를 가지게 된다. 이에 반하여 15-16세기의 교회선법에 따른 3화음 체계에서는 화음 상호간의 기능관계는 존재하지 않든가, 있다 하더라도 극히 약하여 겨우 악구(樂句)의 단락점(段落點)에 Ⅵ－Ⅴ－Ⅰ과 같은 마침꼴(終止形)이 인정되는 정도이다. 여기서는 화음은 가로의 흐름인 멜로디선이 집적(集積)한 결과 생긴 것이며, 앞뒤 화음과의 기능관계에 의해서가 아니라 그 자신의 울림으로 존재하며, 화음끼리는 가락의 흐름에 따라 어떻게든 자유로이 연결할 수 있다. 이와 같은 대위법의 양식을 다음 시대의 '화성적 대위법'과 대비시켜서 '선적 대위법'이라고도 한다.

### 17세기-19세기 말
이 시기는 장·단 두 조(調)에 따른 기능화성이 음악을 지배한 시대이다. 악식·화성·멜로디·리듬 등 음악의 모든 요소가 기능화음의 영향을 받아 그 지배하에 있었다. 대위법도 물론 예외는 아니다. 이 시기까지의 교회선법에 의한 선적(線的) 대위법에 있어서는 현상(現象)으로서 3화음 체계가 인정되기는 하지만, 그것은 어디까지나 멜로디선이 집적한 결과로서 이해하여야 할 것이며, 텍스처상으로는 가로의 흐름이 우위를 차지한다는 것은 이미 말한 바 있다. 이에 반하여 이 시기의 대위법에서는 우선 각개의 기능에 따라 화음의 연결이 상정되어 멜로디는 그 화음의 도식 속에서 움직이게 된다. 따라서 대위법은 항상 화음의 굴레를 쓰고 있게 된다. 이 화성적 대위법시대 최대 거장은 요한 제바스티안 바흐이다. 그를 정점으로 그 후 음악은 점차 화성적 양식으로 기울게 되고, 낭만파의 음악에서 그 경향이 더욱 강한 것으로 되었다.

### 20세기
현대에 이르러서는 음악이 많든 적든 간에 무조화(無調和)하는 경향에 따라 다시 선적 대위법이 부활하게 되었다. 즉, 조성(調性)에서 해방된 음악은 기능화성의 틀에서 벗어났으며, 멜로디는 그 자신의 조형적 욕구에 따라 자유롭게 움직일 수 있게 되었다. 교회선법에 따른 선적 대위법에서는 멜로디나 화성은 어느 한 선법(旋法)에 포함되는 음만으로 되는 것이지만, 무조음악(無調音樂)에서는 반음계의 12음이 모두 자유롭게 쓰인다. 따라서 멜로디나 그 멜로디가 몇 개 겹쳐서 우발적으로 생기는 화음은 지금까지 존재한 어떠한 체계에도 속하지 않으며, 긴장과 이완의 교묘한 교체에 의한 독자적인 원리에 따라 구성된다. 쇤베르크가 창안한 '12음기법'은 이와 같은 방향의 한 궁극점이며 12음으로 되는 '세리'의 철저한 대위법적 변주로 음악 전체가 구성된다.

## 대위법의 이론
오늘날까지 이론적으로 정비되고 실제의 학습에 제공되고 있는 대위법의 교과서는 크게 대략 2개의 범주로 나뉜다. 하나는 이른바 '팔레스트리나 양식'을 규범으로 하는 선적 대위법에 따른 '순수 대위법'이라고 하는 것과, 다른 하나는 바흐를 최고의 규범으로 하여 장·단 양조에 따라 주로 기악양식의 습득을 목적으로 하는 대위법이다. 이 밖에도 양자를 절충한 것 같은 것이나, 무조음악 또는 12음기법의 영역에 이론적 정리를 시도하는 대위법 이론도 있다. 그것은 어느 것이나 일정한 원칙에 따르면서 단순한 것에서부터 고도의 것으로 학습을 거듭하도록 배려되어 있다. 대위법 학습의 역사에는 기묘한 에피소드도 있다. 작곡가 케루비니의 스승이며 18세기에 오페라 작곡가로 명성을 날렸던 사르티는, 제자에게 대위법의 비결을 전수할 때 방을 캄캄하게 한 다음 장미빛 등불을 밝혀 박명(薄明) 속에서 전수했다는 말이 전해지고 있다.

### 모방
대위법 이론의 자세한 부분은 생략하지만, 대위법의 중요 기법의 하나인 '모방'에 대하여 말한다. '모방'이라 함은 어떤 성부의 멜로디를 다른 성부가 뒤에서 그대로 따라하게 하는 기법이다. 모방에는 선행성부(先行聲部)를 충실히 모방하는 것에서부터 선행성부의 주요 특징만을 모방하는 것에 이르기까지 여러 형태의 단계가 있다. 선행하는 성부와 같은 음에서 후속의 모방성부가 시작되는 것 외에도 다른 음에서 모방이 시작되는 경우도 있다. 일반적으로 성부간의 모방은 인간의 청각에 지적 기쁨을 준다. 따라서 모방이라는 기법은 모든 시대에 여러 방법으로 쓰여 왔다. '카논', '푸가'는 모방을 철저하게 응용한 곡종이다.

## 같이 보기
- 다성음악
- 폴리리듬

## 참고 문헌
- 이 문서에는 다음커뮤니케이션(현 카카오)에서 GFDL 또는 CC-SA 라이선스로 배포한 글로벌 세계대백과사전의 내용을 기초로 작성된 글이 포함되어 있습니다.